# Cheyenne Woods
Cheyenne Nicole Woods, née le 25 juillet 1990 à Phoenix, est une golfeuse américaine.

## Biographie
Cheyenne Woods est née à Phoenix dans l'État de l'Arizona. Elle est la nièce de Tiger Woods. Diplômée de l'université de Wake Forest en 2012, elle devient golfeuse professionnelle cette année-là et dispute deux tournois du grand chelem sans passer le cut.
Présente au Ladies European Tour à partir de 2013, Woods remporte son premier tournoi en février 2014, le Volvik RACV Ladies Masters.

## Palmarès
- 2014 : Volvik RACV Ladies Masters